# 普及事業
普及事業（ふきゅうじぎょう）は普及を目的として行われる事業。
- 教育施設が行うまた文化の伝承・保存、並びに調査・研究、教育普及事業
- 媒体普及事業
- E3ガソリン本格普及事業
- JTサンダーズ#育成・普及事業
- Jリーグ加盟チームのサッカー部門の育成普及事業
- エコポイントの活用によるグリーン家電普及促進事業
- おさかな天国-水産庁の魚食普及事業
- つくば市社会福祉協議会指定ボランティア活動普及事業
- トップス広島スポーツ指導、普及事業
- マイバッグ運動・エコバッグ普及事業
- 日本郵便文化振興機構の郵便文化普及事業
- 碓氷峠交流記念財団文化財の保存普及事業
- 沖縄県国際交流・人材育成財団の語学普及事業
- 群馬県立館林美術館・自然と人との共生を示す作品の展示・教育普及事業
- 経済産業省知的財産普及事業
- 現代日本文学の翻訳・普及事業
- 商工会#経営改善普及事業
- 神奈川県エルピーガス協会のLPガス事業者の保安高度化を図る地域普及事業
- 世田谷パブリックシアターワークショップ形式による教育普及事業
- 赤十字救急法救急員講習普及事業
- 大阪府社会福祉協議会ボランティア活動普及事業
- 日本プロゴルフ協会・ジュニアゴルファーの底辺拡大などの普及事業
- 日本ボールルームダンス連盟ダンス普及事業
- 日本音楽著作権協会による著作権思想の普及事業
- 日本規格協会規格普及事業
- 日本自然保護協会#普及事業
- 日本女子プロ将棋協会の女性らしい感性を活かした将棋の普及事業
- 日本野鳥の会#普及事業
- 日本臨床検査学教育協議会臨床検査に関する教育普及事業
- 府中文化振興財団郷土資料公開普及事業
- 豊中市学童・生徒のボランティア活動普及事業
- 枚方市学童生徒ボランティア活動普及事業
- 盲導犬育成普及事業
- 歴史書懇話会歴史書の普及事業
- 水産業改良普及事業推進要綱に基づく水産業改良普及事業
- 農林水産省仮設型直売システム普及事業
- 農業改良普及事業・協同農業普及事業